# Тунисский динар
Туни́сский дина́р — денежная единица Тунисской республики.
Один тунисский динар равен 1000 миллимам. Международное обозначение: TND. Используемый символ — TD.

## История
Динар в Тунисе был введён в 1960 году, а в качестве валюты расчётов ещё в 1958 году, и пришёл на смену тунисскому франку. Обменный курс был установлен на уровне 1000 франков = 1 динар. В связи с тем, что девальвация французского франка, произведённая в декабре 1958 года, не затронула тунисский динар, курс 1 динар = 1000 французских франков был отменён, а курс к доллару США остался прежним — 1 доллар = 0,422 динара, который продержался до 1964 года, когда динар был девальвирован до уровня 0,525 динара за 1 доллар. Этот курс продержался до 1971 года, когда произошла девальвация доллара.
По закону Тунисской Республики банкноты и монеты национальной валюты вывозить из страны запрещено.

## Банкноты
В 1960 году Центральным банком Туниса были введены в обращение банкноты номиналом ½, 1 и 5 динаров. В 1969 выпущена банкнота номиналом 10 динаров. Последняя серия ½ динара выпущена в 1973 году, номиналом 1 динар — в 1980-м. Банкнота номиналом 20 динар введена в 1980 году, последняя серия номиналом 5 динаров выпущена в 1993 году. Банкноты номиналом 30 динаров выпущены в 1997 году. Банкноты номиналом 50 динаров выпущены 25 июля 2009 года. В 2006 году выпущены новые 10 динаров с голограммой. В 2011 году введена новая банкнота номиналом 10 динаров, в честь Жасминовой революции, банкноты приуроченные к революции 1987 года, изъяты, так как были символом победы и взятия власти президентом Бен Али.
| Банкноты Туниса                                 | Банкноты Туниса | Банкноты Туниса | Банкноты Туниса         | Банкноты Туниса                  | Банкноты Туниса                                                | Банкноты Туниса |
| Изображение                                     | Изображение     | Номинал         | Основной цвет           | Описание                         | Описание                                                       | В обращении     |
| Аверс                                           | Реверс          | Номинал         | Основной цвет           | Аверс                            | Реверс                                                         | В обращении     |
| ----------------------------------------------- | --------------- | --------------- | ----------------------- | -------------------------------- | -------------------------------------------------------------- | --------------- |
|                                                 |                 | 5 динаров       | Зелёный                 | Ганнибал                         | Символ революции 7 ноября 1987 года (Выведены из обращения).   | 1993-2013       |
|                                                 |                 | 5 динаров       | Голубой                 | Ганнибал                         | Карфагенский флот                                              | 2013-н.в.       |
|                                                 |                 | 5 динаров       | Зелёный                 | Слахеддин эль-Амами              | Римский акведук в Загване                                      | 2020-н.в.       |
|                                                 |                 | 10 динаров      | Зелёный                 | Ибн Хальдун                      | Символ революции 7 ноября 1987 года, (выведены из обращения)   | 1994-2005       |
|                                                 |                 | 10 динаров      | Голубой                 | Ибн Хальдун                      | Символ революции 7 ноября 1987 года, (выведены из обращения)   | 1994-2005       |
|                                                 |                 | 10 динаров      | Голубой                 | Элисса, мечеть.                  | Капитолий в Дугге, спутниковая антенна.                        | 2005-2013       |
|                                                 |                 | 10 динаров      | Голубой                 | Абу-ль-Касим аш-Шабби            | Мечеть аз-Зайтуна                                              | 2013-н.в.       |
|                                                 |                 | 10 динаров      | Голубой                 | Тавхида бен Шейх                 | Берберская керамика и украшения                                | 2020-н.в.       |
|                                                 |                 | 20 динаров      | Пурпурный               | Хайреддин-паша                   | Символ революции 7 ноября 1987 года                            | 1992-2011       |
|                                                 |                 | 20 динаров      | Пурпурный               | Хайреддин-паша, Ксар-Улед-Султан | Колледж Садики                                                 | 2011-2017       |
|                                                 |                 | 20 динаров      | Розовый                 | Фархат Хашед                     | Амфитеатр в Эль-Джеме                                          | 2017-н.в.       |
|                                                 |                 | 30 динаров      | Оранжевый               | Абу-ль-Касим аш-Шабби            | Крестьяне, сбор урожая, коровы на водопое, водонапорная башня. | 1997-2013       |
|                                                 |                 | 50 динаров      | Зелёный                 | Ибн Рашик, Музей денег           | Мост Радес, аэропорт Энфида-Хаммамет                           | 2009-2011       |
|                                                 |                 | 50 динаров      | Светло-зеленый          | Ибн Рашик, Музей денег           | Панорама центра Туниса.                                        | 2011-н.в.       |
|                                                 |                 | 50 динаров      | Фиолетовый и коричневый | Хеди Амара Нуира                 | Здание Центробанка Туниса                                      | 2020-н.в.       |
| Масштаб изображений — 3,9 пикселя на миллиметр. |                 |                 |                         |                                  |                                                                |                 |

## Монеты

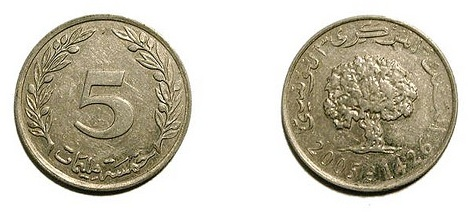
5 миллимов, 2005

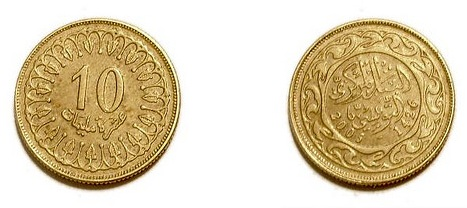
10 миллимов, 2005

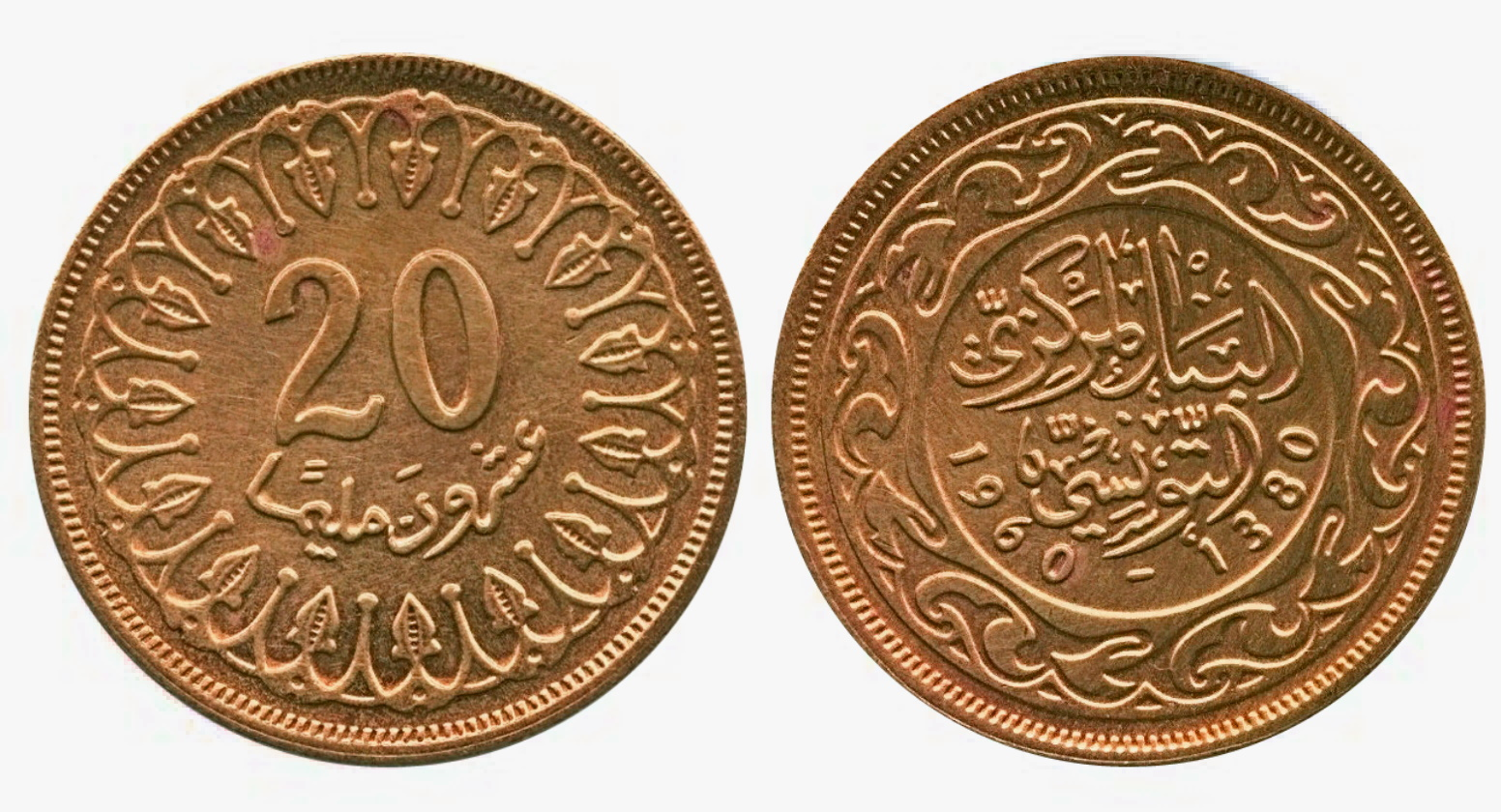
20 миллимов, 1960

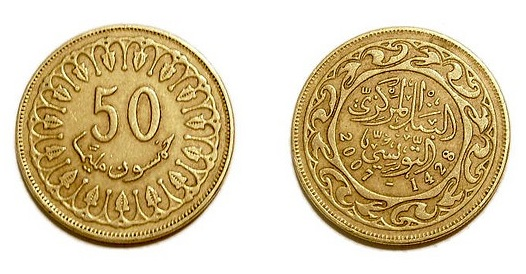
50 миллимов, 2007

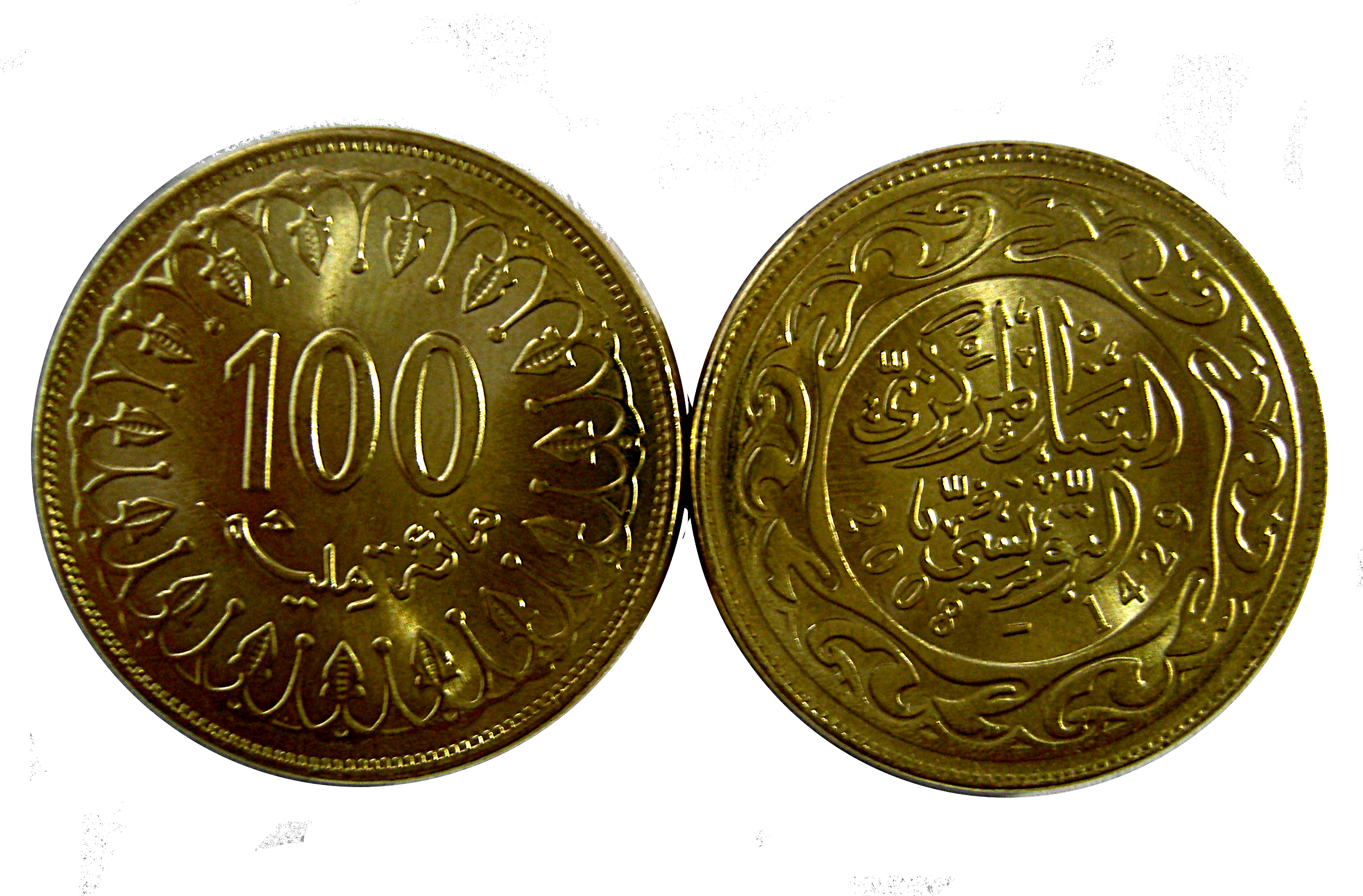
100 миллимов, 2008

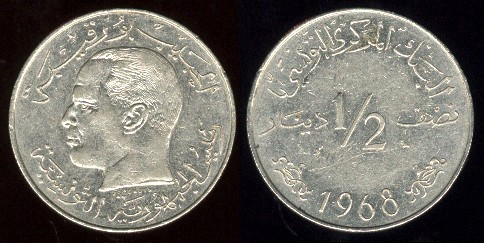
½ динара (500 миллимов), 1968

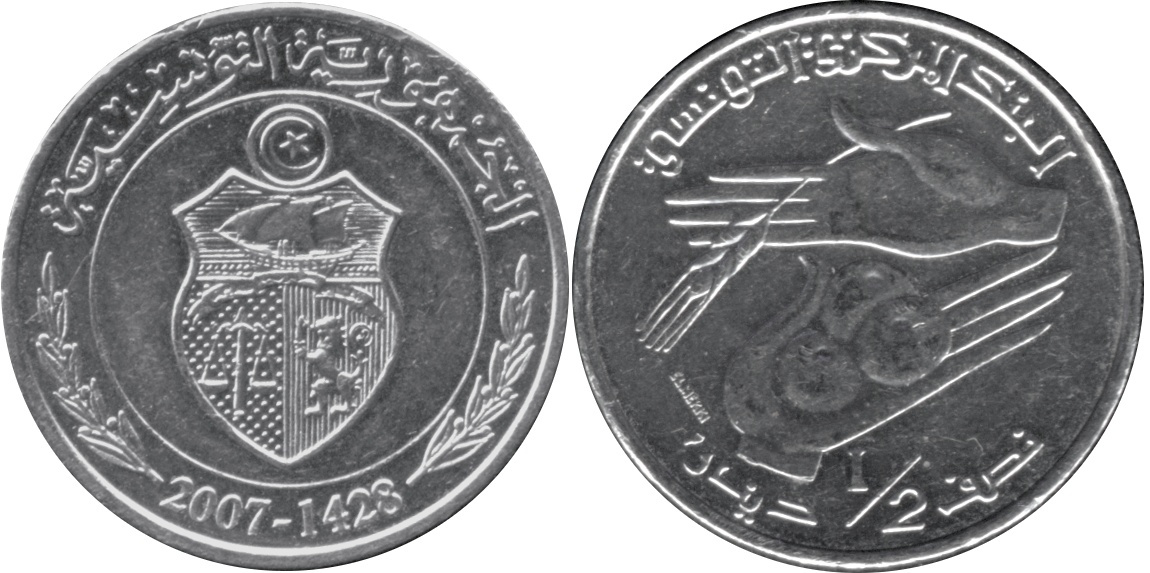
½ динара (500 миллимов), 2007

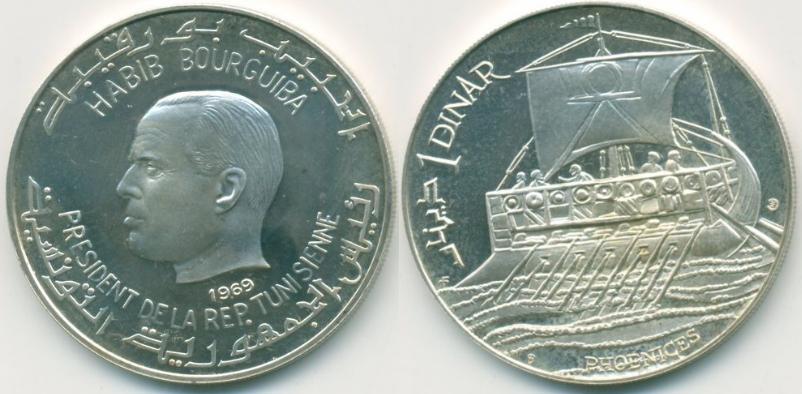
1 динар, 1969

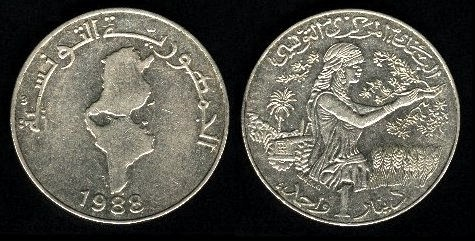
1 динар, 1988

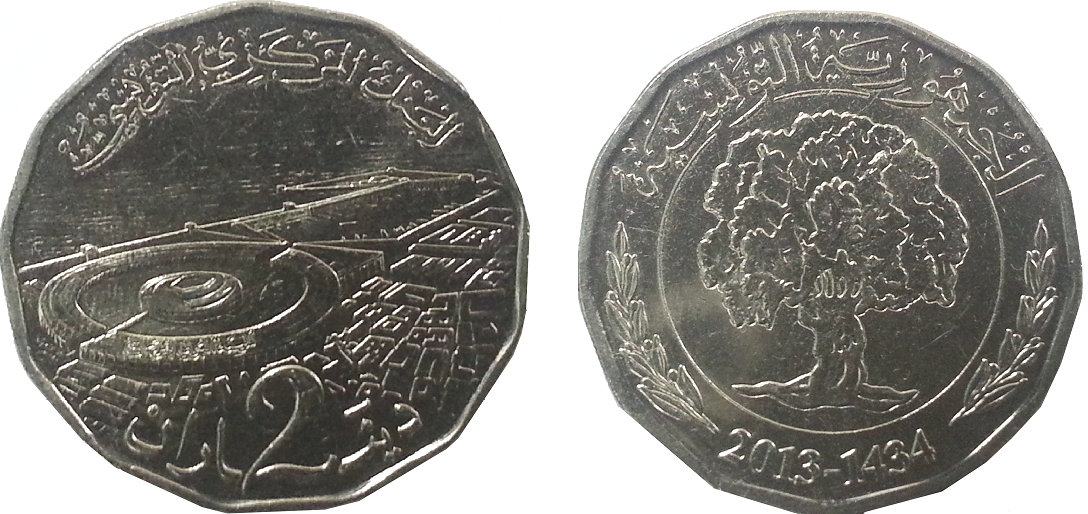
2 динара, 2013

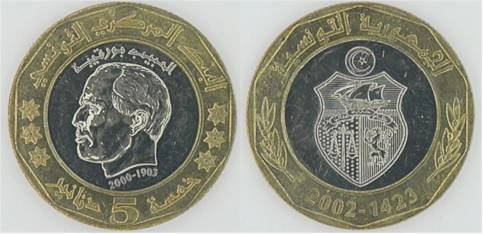
5 динаров, 2002

- 1 миллим (в обращении с 1960 года, в настоящее время практически не используется)

1 миллим, 1960, алюминий
Аверс — пробковый дуб; вверху полукругом «البنك المركزي التونسي»; внизу год чеканки. Реверс — номинал «1/مليم واحد» в обрамлении оливковых ветвей. Гурт — рифлёный. ø- 18,00 мм, m- 0,65 г, т- 1,20 мм.
1 миллим, 1999, 2000, алюминий, FAO
Аверс — пробковый дуб; вверху полукругом «البنك المركزي التونسي»; внизу год чеканки. Реверс — номинал «1/مليم واحد» в обрамлении оливковых ветвей; внизу «XXI CENTURY · FAO · FOOD SECURITY». Гурт — рифлёный. ø- 21,00 мм, m- 1,20 г, т- ? мм
- 2 миллима (с 1960 года)

2 миллима, 1960, алюминий
Аверс — пробковый дуб; вверху полукругом «البنك المركزي التونسي»; внизу год чеканки. Реверс — номинал «2/مليمان» в обрамлении оливковых ветвей. Гурт — рифлёный. ø- 24,00 мм, m- 1,49 г, т- 1,50 мм
На начало 2009 года в обращении в Тунисе находились монеты следующего достоинства:
- 5 миллимов (с 1960 года)

5 миллимов, 1960, 1983, 1993, 1996, алюминий
Аверс — пробковый дуб; вверху полукругом «البنك المركزي التونسي»; внизу год чеканки. Реверс — номинал «5/خمسـة مليمات» в обрамлении оливковых ветвей. Гурт — рифлёный. ø- 23,97 мм, m- 1,50 г, т- 1,51 мм
5 миллимов, 1997, 2004, 2005 (1418, 1425, 1426), алюминий
Аверс — пробковый дуб; вверху полукругом «البنك المركزي التونسي»; внизу год чеканки. Реверс — номинал «5/خمسـة مليمات» в обрамлении оливковых ветвей. Гурт — рифлёный. ø- 24,00 мм, m- 1,49 г, т- 1,50 мм
- 10 миллимов (с 1960)
- 20 миллимов (с 1960)

20 миллимов, 1380, 1403, 1414, 1416, 1418, 1425, 1426 (1960, 1983, 1993, 1996, 1997, 2004, 2005), латунь
Аверс — «البنك المركزي التونسي», ниже — год чеканки; по кругу орнамент. Реверс — номинал «20/عشرون مليما»; по кругу орнамент. Гурт — рифлёный
20 миллимов, 1428, 1430, 1432, 1434 (2007, 2009, 2011, 2013), сталь, покрытая латунью
Аверс — «البنك المركزي التونسي», ниже — год чеканки; по кругу орнамент. Реверс — номинал «20/عشرون مليما»; по кругу орнамент. Гурт — рифлёный
- 50 миллимов (с 1960)
- 100 миллимов (с 1960)

100 миллимов, 1380, 1403, 1414, 1416, 1418, 1421, 1425—1427, 1429, 1432, 1434 (1960, 1983, 1993, 1996, 1997, 2000, 2004—2006, 2008, 2011, 2013), латунь
Аверс — «البنك المركزي التونسي», ниже — год чеканки; по кругу орнамент. Реверс — номинал «100/مائة مليم»; по кругу орнамент. Гурт — рифлёный. ø- 27,00 мм, m- 7,51 г, т- 1,60 мм
- 200 миллимов (с 2013)

200 миллимов, 1434 (2013), бронза
Аверс — «البنك المركزي التونسي», ниже — год чеканки «2013-1434»; по кругу орнамент. Реверс — номинал «200/مائتا مليم»; по кругу орнамент. Гурт — гладкий. ø- 29,00 мм, m- 9,40 г, т- 1,80 мм
- ½ динара (с 1968)

½ динара, 1988, 1990, медь-никель
Аверс — изображение карты Туниса; вверху полукругом «الجمهورية التونسية»; по бокам лавровые ветви; внизу год чеканки. Реверс — изображение двух ладоней, держащих колосья пшеницы и фрукты, слева внизу «ELMEKKI»; вверху полукругом «البنك المركزي التونسية»; внизу номинал «نصف ½ دينار». Гурт — гладкий
½ динара, 1996, 1997, 2005, 2007, 2009, 2011, 2013 (1416, 1418, 1426, 1428, 1430, 1432, 1434), медь-никель
Аверс — герб Туниса в линейном круге; вверху полукругом «الجمهورية التونسية»; по бокам лавровые ветви; внизу год чеканки. Реверс — изображение двух ладоней, держащих колосья пшеницы и фрукты, слева внизу «ELMEKKI»; вверху полукругом «البنك المركزي التونسية»; внизу номинал «نصف ½ دينار». Гурт — гладкий
- 1 динар (с 1976)

1 динар, 1969, 1976, 1983, медь-никель
Аверс — Хабиб Бен Али Бургиба (1903—2000), 1-й президент Туниса (1957—1987), ниже год чеканки; вверху полукругом «الجمهورية التونسية», внизу «رئيس الجمهورية التونسية». Реверс — вёсельная галера, слева внизу «ELMEKKI»; вверху полукругом «البنك المركزى التونسية»; внизу номинал «دينار 1 واحد». Гурт — гладкий. ø- 27.95 мм, m- 9,75 г, т- 2,08 мм
1 динар, 1988, 1990, медь-никель
Аверс — изображение карты Туниса; вверху полукругом «الجمهورية التونسية»; внизу год чеканки. Реверс — принцесса основательница Карфагена Элисса, собирающая урожай; вверху полукругом «البنك المركزى التونسية»; внизу номинал «دينار 1 واحد». Гурт — гладкий. ø- 28,06 мм, m- 9,85 г, т- 2,08 мм
1 динар, 1996, 1997, 2007, 2009, 2011, 2013 (1416, 1418, 1428, 1430, 1432, 1434), медь-никель
Аверс — герб Туниса в линейном круге; вверху полукругом «الجمهورية التونسية»; по бокам лавровые ветви; внизу год чеканки. Реверс — принцесса-основательница Карфагена Элисса, собирающая урожай; вверху полукругом «البنك المركزي التونسي»; внизу номинал «دينار 1 واحد». Гурт — гладкий. ø- 28,00 мм, m- 10,02 г, т- 2,08 мм
Аверс монет в 1 динар несколько раз менялся. В 1976 и 1983 годах на монете был изображен Хабиб Бургиба. В 1988—1990 годах — географическая карта. С 1996 года — герб Туниса.
- 2 динара (с 2013)
- 5 динаров (с 2002)